# Ravaillac (journal)
Ravaillac est un journal lycéen français réalisé par des élèves du lycée Henri-IV de novembre 2001 à mars 2002. 
Ce journal a fait parler de lui de par sa seconde édition (intitulée « du cul, du cul, du cul ») qui  entraînera un procès ainsi qu'un fort intérêt médiatique autour de ce dernier. Le titre du journal est inspiré du nom de François Ravaillac, l'assassin d'Henri IV.

## Polémique
L'édition de mars 2002, intitulée « du cul, du cul, du cul », fait 28 pages centrés sur la sexualité, et parle ouvertement de pornographie, de prostitution, d'homosexualité et d'homophobie. Pour l'occasion, cinq des lycéens rédacteurs (deux filles et trois garçons) posent nus pour la couverture, leur sexe n'étant caché que par un sparadrap opaque mais amovible,. 
Cette parution sera mal reçue par le proviseur, Patrice Corre, qui décidera d'en suspendre la diffusion à titre conservatoire. Il justifiera cette décision « au nom de la protection de la jeunesse », le lycée Henri-IV accueillant également des collégiens. Le SNPDEN soutiendra la décision du proviseur en dénonçant une publication « à connotation pornographique ». La FCPE-Paris et la PEEP apportent, elles, leur soutien aux lycéens. Le proviseur décidera par la suite de renvoyer les rédacteurs du journal de l'établissement.
En parallèle la presse nationale s'intéresse à l'affaire et de nombreux journalistes de la télévision et de la radio tenteront d'interviewer les rédacteurs à la sortie du lycée Henri-IV. 
À la suite de la suspension du journal, ses rédacteurs décideront de porter plainte, estimant que la censure du journal n'était pas légitime et n'avoir enfreint aucune loi.

## Procès
Le tribunal administratif de Paris en novembre 2003 donne raison aux lycéens estimant que l'interdiction relève d'une erreur d'appréciation de la part du proviseur. Le juge estime que les collégiens sont tenus à l'écart des lycéens et que, par conséquent, ils ne sont pas exposés à la revue.
Le jugement sera confirmé par la cour administrative d'appel de Paris en novembre 2004.

## Postérité
Les rédacteurs du Ravaillac, constitués en une association du même nom, se réuniront de nouveau en 2004 pour une nouvelle revue, intitulée Troubles. Cette dernière parle de sexualité, de politique et de culture,. Ils organiseront un festival de « libre expression jeune » et encourageront les lycéens à se servir de cette jurisprudence « pour refuser la censure et les tabous »,.